# 海 その愛
『海 その愛』（うみ そのあい）は、1976年5月20日発売の同名のアルバムに収録された加山雄三の楽曲。

## 概要
作詞は岩谷時子、作曲は弾厚作（加山自身のペンネーム）である。加山は岩谷に対して「スケールの大きな曲にしたい」と依頼したという。
ディレクターの新田和長がビートルズの「ヘイ・ジュード」やサイモン&ガーファンクルの「明日に架ける橋」のようなスケールの大きな曲をイメージしたそうである（レコード・コレクターズ2016年7月号「新田和長が語るジョージ・マーティン」P24）。
加山の代表曲のひとつに数えられるが、1976年発売の同名のアルバムに収録されたのみで、シングルとしては発売されていない。なお、アルバムはオリコンチャートで週間5位、1976年の年間30位にランクインするヒットとなった。
NHK紅白歌合戦では、1978年の「第29回NHK紅白歌合戦」、1987年の「第38回NHK紅白歌合戦」、2000年の「第51回NHK紅白歌合戦」、2022年の「第73回NHK紅白歌合戦」の4回歌唱されている。
2020年に加山がデビュー60周年を迎えたことを記念し、加山の出身地である神奈川県茅ヶ崎市の東海岸商店会が『海 その愛』の歌詞と若き日の加山の肖像が描かれたモニュメントを製作し、「雄三通り」（神奈川県道310号茅ヶ崎停車場茅ヶ崎線）と鉄砲道が交錯する「東海岸会館前交差点」付近に2021年4月に設置した。
2021年9月28日から2022年3月11日まで、地元の茅ケ崎駅相模線ホーム（1・2番線）の発車メロディに採用されていた。
2022年9月4日から9月9日まで、茅ヶ崎市の17時の防災無線のチャイムが『海 その愛』になった。

## 製作者
- 作詞：岩谷時子
- 作曲：弾厚作（加山雄三）
- 編曲：森岡賢一郎

## カバー
- 徳永英明（1997年、加山雄三トリビュート・アルバム『60 CANDLES』収録）
- 吉幾三（2016年、アルバム『あの頃の青春を詩う vol.3』収録）
- 湘南乃風（2021年、シングル「湘南乃「海 その愛」」[5]）